# Law Landing
Law Landing (von englisch landing ‚Anlandung‘) ist ein Kiesstrand an Ingrid-Christensen-Küste des ostantarktischen Prinzessin-Elisabeth-Lands. Er liegt auf der Macey-Halbinsel.
Eine Mannschaft der Australian National Antarctic Research Expeditions unter der Leitung des australischen Polarforschers Phillip Law, dem Namensgeber, landete hier am 11. Januar 1957 mit dem Transportschiff Kista Dan auf der Suche nach einem Standort für eine Forschungsstation an. Das Antarctic Names Committee of Australia nahm 1991 die Benennung vor.